# Wim Suurbier
Wilhelmus "Wim" Lourens Johannes Suurbier, més conegut com a Wim Suurbier   (Eindhoven, 16 de gener de 1945 - Amsterdam, 12 de juliol de 2020) fou un jugador de futbol neerlandès i entre d'altres l'entrenador assistent de la selecció nacional d'Albània.